# تذرج (حاجی‌آباد)
تِذِرج (حاجی‌آباد) یا تِزِرج، روستایی از توابع بخش مرکزی شهرستان حاجی‌آباد در استان هرمزگان ایران است.

## جمعیت
این روستا در دهستان طارم قرار دارد و براساس سرشماری مرکز آمار ایران در سال ۱۳۸۵، جمعیت آن ۳۲۰ نفر (۹۵خانوار) بوده است.

آبشار تذرج حاجی‌آباد